# Henryk Baranowski (malarz)

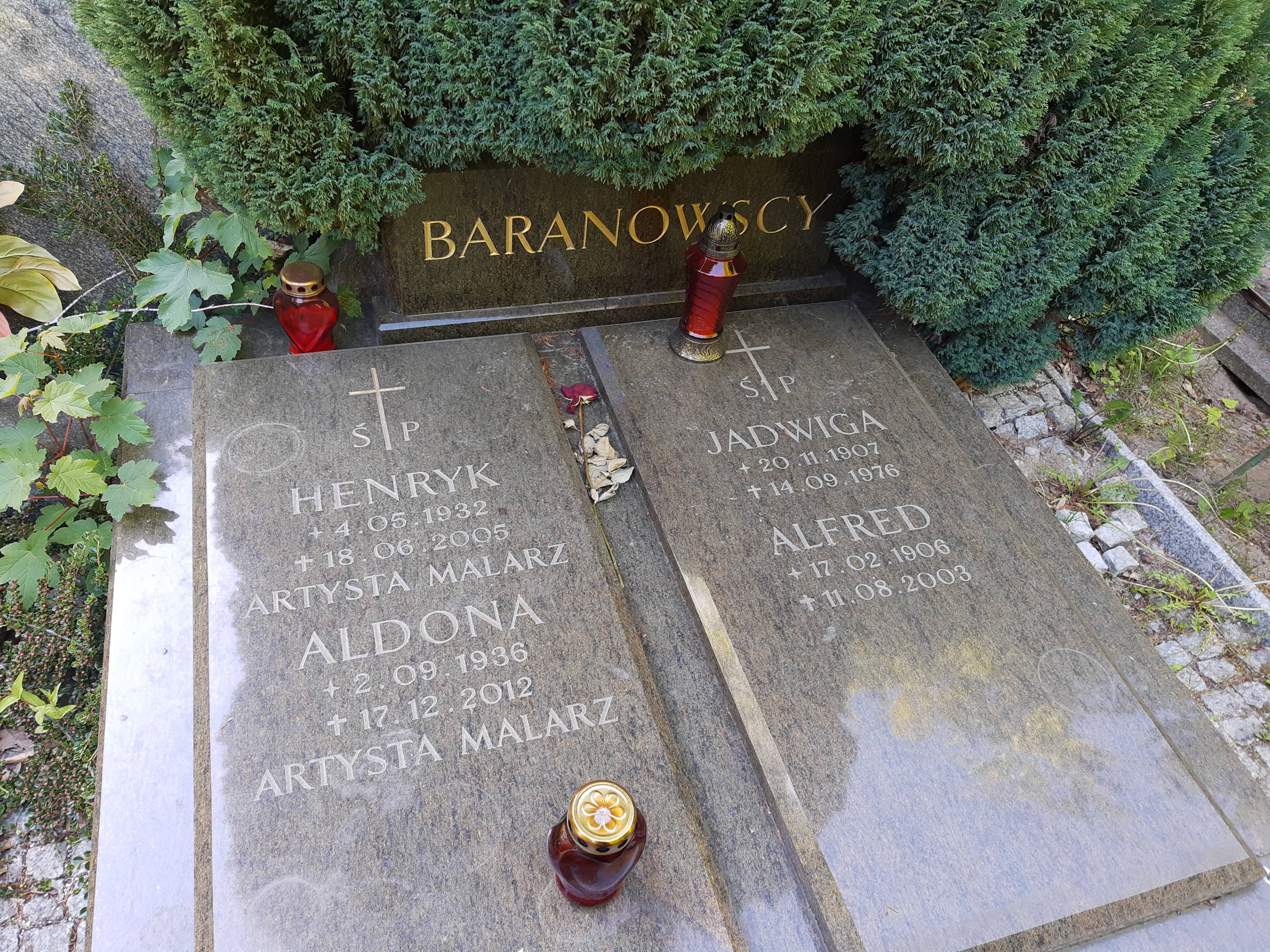
Grób Henryka Baranowskiego na cmentarzu Witomińskim

Henryk Baranowski (ur. 4 maja 1932 w Starogardzie Gdańskim, zm. 18 czerwca 2005 w Gdyni) − polski  malarz marynista, marynarz, komandor marynarki wojennej. Uprawiał głównie malarstwo marynistyczne, znany jest również z pejzaży Kaszub. Szczególnie upodobał sobie tematy morza i Gdyni. Najczęściej posługiwał się techniką olejną, gwaszem i akwarelą, z technik graficznych linorytem.

## Życiorys
Studiował w Państwowej Wyższej Szkole Sztuk Plastycznych w Sopocie  (1951 – data przyjęcia) (obecnie Akademia Sztuk Pięknych w Gdańsku).  W 1971 otrzymał stopień oficerski. W 1977 przebywał kilka miesięcy jako obserwator ONZ na Bliskim wschodzie. Brał udział w 74  wystawach ogólnopolskich, zagranicznych i 40  indywidualnych. Był członkiem ZPAP.  Prace artysty znajdują się w muzeach i zbiorach prywatnych w kraju i za granicą. Jest laureatem nagrody Ministra Kultury i Sztuki, wielokrotnie Ministra Obrony Narodowej. Laureat licznych nagród, medali, dyplomów i wyróżnień.
Pochowany na cmentarzu Witomińskim w Gdyni (kwatera 4-8-10).